# Mission héliographique
La Mission héliographique fu probabilmente il primo progetto fotografico, dotato di una certa organicità, realizzato nella metà del XIX secolo, con lo scopo di censire i monumenti da restaurare in tutta la Francia in modo che potessero essere restaurati.
L'ideatore del progetto fu lo scrittore ed archeologo Prosper Mérimée nella sua veste di Ispettore generale dei monumenti storici francesi. L'intento era quello di integrare il programma chiamato "Monument historique", censendo quelli che venivano ritenuti monumenti da proteggere e restaurare.
Già nel 1937 Mérimée fu ufficialmente incaricato dal Ministero e venne nominato Ispettore generale, così che iniziò il suo lavoro che lo portò a catalogare e a pubblicare nel 1840 una lista di 1 082 monumenti francesi in attesa di restauro.
Il contesto in cui si svolse l'azione progettuale sul piano più strettamente fotografico fu quello attorno a cui ruota anche la "Société héliographique", fondata anch'essa proprio nel 1851, e che dette vita al giornale La Lumière. Della Società facevano parte, peraltro, alcuni parenti di Mérimée quali Léon de Laborde e Eugène Durieu.
Alla "Societé" aderirono non solo fotografi ma anche scienziati ed artisti e la Commissione dei Monumenti Storici, di cui era presidente Mérimée, incaricò Léon de Laborde di individuare i migliori fotografi di beni architettonici. A giugno del 1851 venne inviata la lettera di incarico e a settembre iniziò la missione.
I fotografi incaricati furono pertanto Édouard Baldus, Hippolyte Bayard, Gustave Le Gray, Henri Le Secq, Auguste Mestral. Successivamente, le immagini furono visionate dall'architetto Eugène Viollet-le-Duc per l'eventuale restauro.
Al posto del dagherrotipo, venne preferito il calotipo in quanto metteva in mostra maggiormente i dettagli.
Con queste caratteristiche, Mestral e Le Gray fotografarono le aree a sud-ovest di Parigi, Le Secq a nord e ad est, mentre Bayard, che scelse di lavorare con negativi su vetro anziché su carta, si recò a ovest, in Bretagna e Normandia. Baldus, dal canto suo, si sarebbe occupato della parte sud ed est della Francia, compreso il Castello di Fontainebleau. 
Sebbene molte delle immagini siano esempi di fotografia classica, propria di quel periodo, i risultati complessivi non furono quelli attesi poiché i fotografi sembrarono più interessati all'aspetto "artistico" che non a quello strettamente documentale, mettendo in questo modo in secondo piano proprio l'indagine che più interessava, cioè quella della necessità del restauro del monumento. Ad ogni buon conto, quelle immagini, consegnate nel 1852, non furono mai pubblicate ed anzi ben presto la stessa missione venne dimenticata.
La riscoperta avvenne per la prima volta ad opera dello storico e collezionista André Jammes quando scrisse di aver visto i negativi al Ministero nel 1965. Finalmente, nel 1980, grazie all'iniziativa dello storico Philippe Néagu, la direzione del Musées de France organizzò una mostra itinerante dal titolo La Mission héliographique, photographies de 1851 che presentò un centinaio di stampe ottenute dai negativi originali, con l'unica esclusione delle opere di Bayard perché non sono state trovate. Una successiva ricerca ha permesso di rintracciare altre 258 stampe e 251 negativi.

## Galleria d'immagini

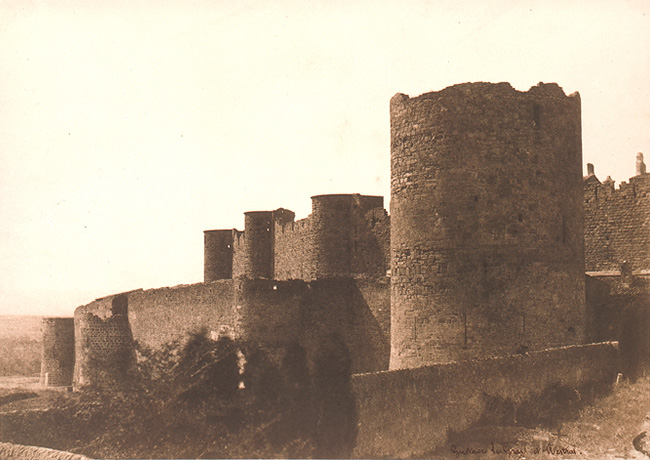
I bastioni del Castello di Carcassonne di Gustave Le Gray
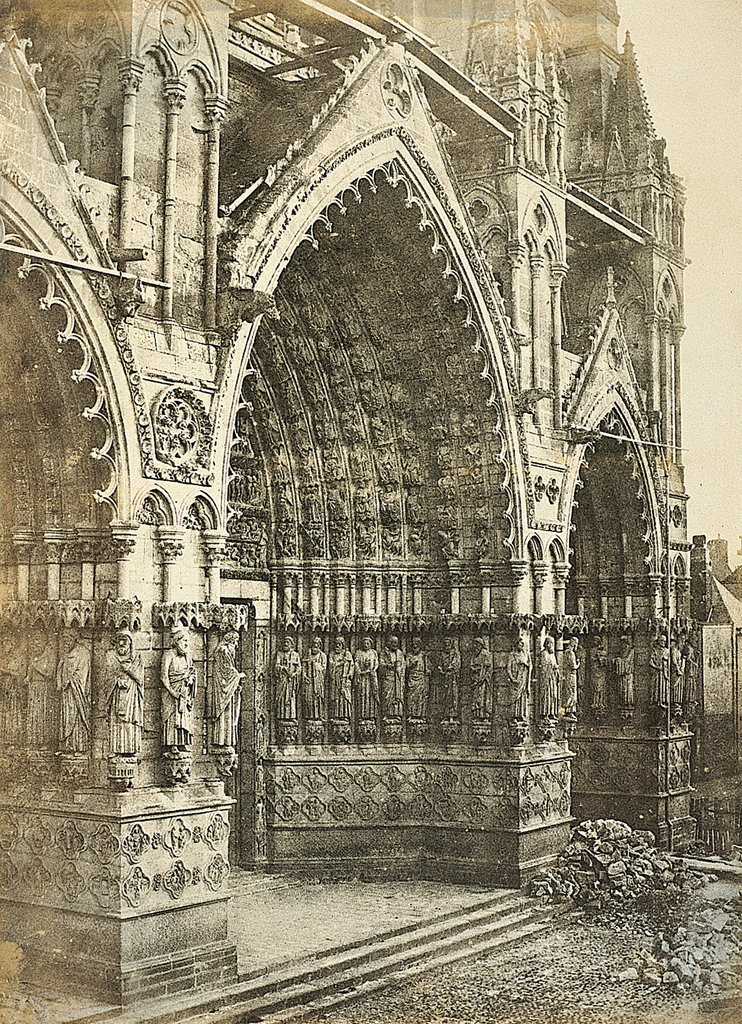
La Cattedrale di Notre Dame di Amiens di Henri Le Secq
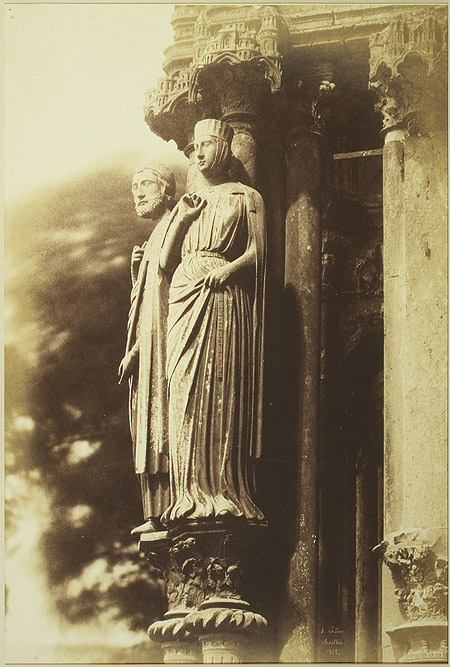
Dalla Cattedrale di Chartres di Henri Le Secq
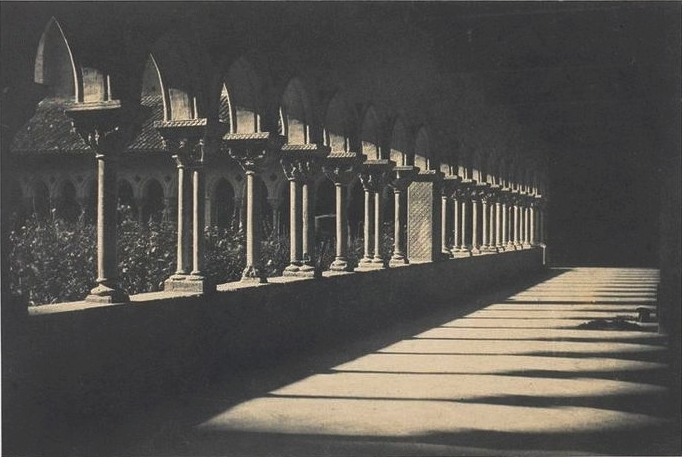
La Chiesa di Saint-Pierre a Moissac di Gustave Le Gray
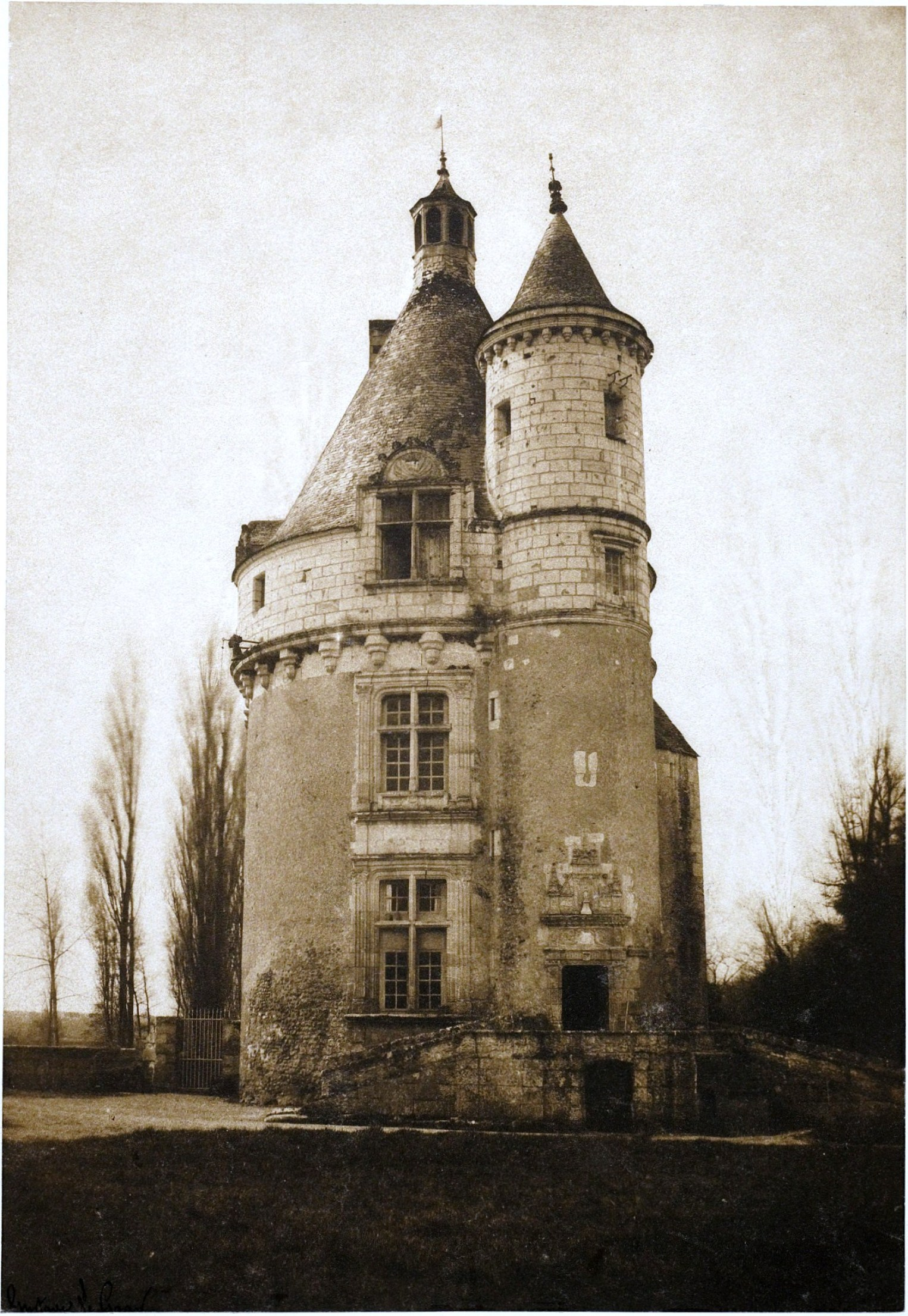
La Torre dei Marchi di Chenonceau di Auguste Mestral
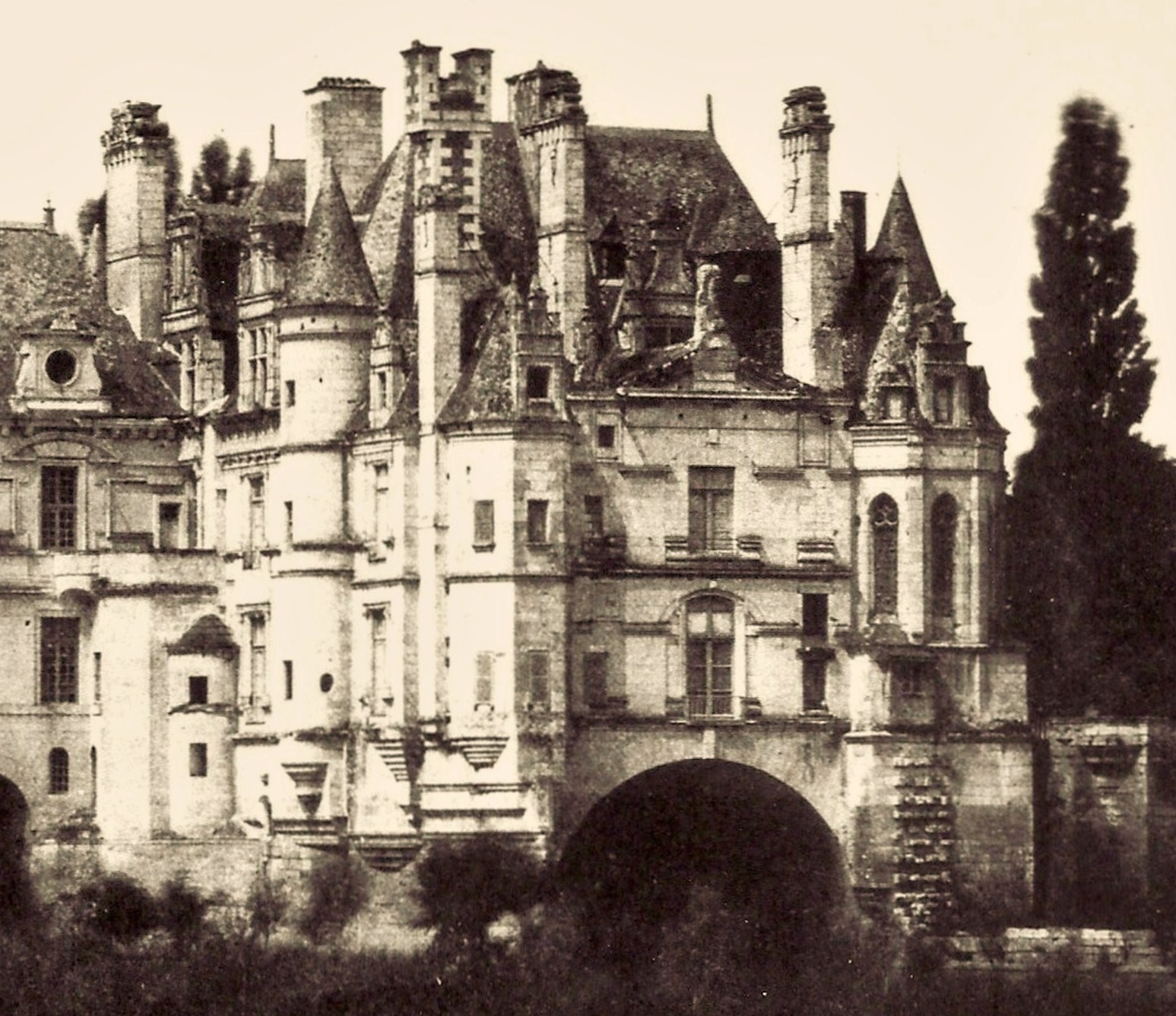
Il Castello di Chenonceau di Gustave Le Gray
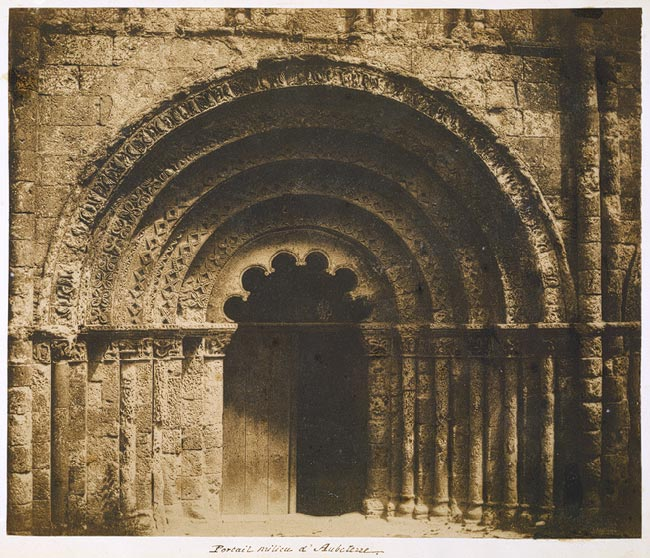
La porta centrale della Chiesa di Saint-Jacques di Aubeterre-sur-Dronne di Gustave Le Gray
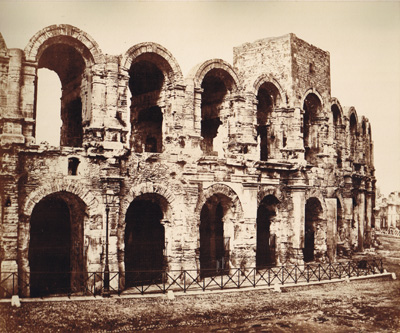
Il Teatro romano di Arles di Édouard Baldus